# クラクフ大公国

クラクフ大公国
Großherzogtum Krakau  (ドイツ語)
Wielkie Księstwo Krakowskie  (ポーランド語)

クラクフ大公国の地図

クラクフ大公国（クラクフたいこうこく、ポーランド語: Wielkie Księstwo Krakowskie）またはクラカウ大公国（ドイツ語: Großherzogtum Krakau）は、オーストリア帝国そしてオーストリア＝ハンガリー帝国の構成国として存在した大公国である。現在のポーランド南部に位置した。

## 概要
1846年11月16日にクラクフ共和国がオーストリア帝国に併合された後、創設された。クラクフ大公の称号は1846年から1918年までオーストリア皇帝の正式な称号の1つであった。
ワルシャワ公国の残った部分であるクラクフ共和国は、ウィーン会議の結果として機能的に独立した保護領とされた。不成功に終わったクラクフ蜂起によってオーストリアに併合されるまで、共和国はプロイセン王国、オーストリア帝国、ロシア帝国の三国の影響を受けていた。同時に、ガリツィアとブコヴィナを含むオーストリアの管理国の正式名称は「オシフィエンチム公国、ザトル公国を含むクラクフ大公国と、ガリツィア・ロドメリア王国」に変えられた。これらの国々は、正式には別々で、それぞれ異なった国章と国旗があった。しかし、管理目的のため、1つの行政区画となった。公国には地方自治（Komisja Gubernialna）があった。